# Nephrogene systemische Fibrose
Die nephrogene systemische Fibrose (NSF), früher als nephrogene fibrosierende Dermopathie oder auch als Dialyse-assoziierte systemische Fibrose bezeichnet, ist eine krankhafte Vermehrung des Bindegewebes von Haut, Muskulatur und in inneren Organen wie Leber, Herz, Lungen und Zwerchfell. Die Erkrankung ist sehr selten und tritt nur bei Patienten mit stark eingeschränkter Nierenfunktion, Dialysepatienten oder Lebertransplantierten auf, verläuft fortschreitend und kann zu schweren Behinderungen und zum Tod führen. Die Diagnose wird durch die feingewebliche Untersuchung einer Hautprobe gestellt.

## Geschichte
Das Krankheitsbild wurde erstmals im Jahr 2000 beschrieben. Es sind keine Fälle vor dem Jahr 1997 bekannt. 2006 wurde erstmals über einen möglichen Zusammenhang mit der Gabe von Gadolinium-haltigen Kontrastmitteln berichtet. Ebenfalls 2006 gab die US-amerikanische Arzneimittelbehörde FDA bekannt, dass ihr Berichte über 90 Patienten mit NSF vorlägen, die zuvor im Rahmen einer Kernspintomographie Gadolinium als Kontrastmittel erhalten hatten. Weltweit wurden bislang 315 NSF-Fälle beschrieben.

## Klinisches Bild
Die nephrogene systemische Fibrose betrifft Frauen und Männer gleichermaßen. Frühe Zeichen sind symmetrische rote oder dunkle Flecke, Knötchen (Papeln) oder Platten (Plaques), an Händen und Füßen, die im Verlauf von Tagen bis Wochen zu Hautverdickungen und Verhärtungen (Indurationen) fortschreiten, die an eine Orangenschale erinnern. Der Körperstamm kann betroffen sein, Kopf und Hals sind oft ausgespart. Die Hautverdickung ähnelt der Sklerodermie, beeinträchtigt die Beweglichkeit der Gelenke und führt schließlich zu Kontrakturen. Dies kann dazu führen, dass betroffenen Patienten nicht mehr in der Lage sind ihre Hände zu benutzen oder zu gehen. Ein Befall von Lungen, Herzmuskel, Skelettmuskulatur und Zwerchfell ist ebenfalls beschrieben.

## Ursache
Die Erkrankung tritt in einem Zeitraum von zwei Tagen bis 18 Monaten nach der Gabe von Gadolinium-haltigen Kontrastmitteln auf. Diese werden bei Untersuchungen am Kernspintomographen bzw. der Magnetresonanztomographie verwendet. Oftmals wurden höhere Dosen als vom Hersteller angegeben verabreicht. In Hautproben von Patienten konnten Gadolinium-Ablagerungen nachgewiesen werden. Eine NSF wurde bislang in Zusammenhang mit den Gadolinium-haltigen Kontrastmitteln Omniscan, OptiMARK (nur in den USA zugelassen), Magnevist und MultiHance beschrieben. Der überwiegende Teil der bislang gesicherten und in der wissenschaftlichen Literatur publizierten Fälle trat nach Anwendung von Omniscan auf, einige jedoch auch nach Anwendung von Magnevist. Das Bundesinstitut für Arzneimittel und Medizinprodukte (BfArM) ordnete daher im Mai 2007 eine Zulassungsänderung für Omniscan  und Magnevist an, sodass Omniscan und Magnevist nicht mehr bei Patienten mit schwerer Nierenfunktionseinschränkung oder bei Patienten mit erfolgter oder geplanter Lebertransplantation angewendet werden dürfen.
Es wird heute davon ausgegangen, dass die Freisetzung von hochtoxischen freien Gadolinium-Ionen die Entstehung von NSF verursacht oder mitverursacht. Obwohl nicht ausgeschlossen werden kann, dass alle Gadolinium-haltigen Präparate eine NSF hervorrufen können, geht die Pharmakovigilanz-Arbeitsgruppe (PhVWP) des europäischen Ausschusses für Humanarzneimittel (CHMP) davon aus, dass die chemischen Eigenschaften der Kontrastmittel eine gewisse Risikoabstufung zulassen:
- geringes Risiko: Kontrastmittel mit zyklischer Struktur (Freisetzung von Gadolinium-Ionen eher unwahrscheinlich): Dotarem, Gadovist und ProHance
- mittleres Risiko: Kontrastmittel mit linear-ionischer Struktur: Magnevist. MultiHance. Primovist und Vasovist
- hohes Risiko: Kontrastmittel mit linear-nichtionischer Struktur (Freisetzung von Gadolinium-Ionen wahrscheinlich): Omniscan und OptiMARK

Entsprechend dieser Einschätzung empfahl die PhVWP weitere, abgestufte Zulassungsänderungen für alle Gadolinium-haltigen Kontrastmittel. Diese Zulassungsänderungen wurden in Deutschland zwischenzeitlich umgesetzt.

## Diagnose
Spezifische Veränderungen der Laborwerte sind nicht bekannt. C-reaktives Protein und Blutsenkung sind häufig erhöht. Im Gegensatz zum Skleromyxödem sind keine Paraproteine nachweisbar. Bei der feingeweblichen Untersuchung von Gewebeproben der Haut findet sich eine erhebliche Verdickung der Lederhaut mit einer Anhäufung dicker Bündel von Kollagenfasern in Stratum papillare und Unterhaut, die durch große Spalten voneinander getrennt sind. Zusätzlich führen dicke Stränge von Bindegewebe durch das Unterhaut-Fettgewebe bis zur Faszie. Die Muzine können leicht vermehrt sein, entzündliche Veränderungen fehlen aber. CD34+ Dendrozyten sind reichlich vorhanden, Faktor XIIIa+ und CD68+ Monozyten sowie mehrkernige Zellen sind vermehrt.

## Behandlung
Die Vermeidung Gadolinium-haltiger Kontrastmittel bei Risikopatienten oder vorbeugende Maßnahmen bei unbedingt erforderlicher Gabe solcher Kontrastmittel, einschließlich Dialyse nach Kontrastmittelgabe, sollten das Auftreten der NSF vermindern. Zur Vorbeugung gegen Kontrakturen durch die Verhärtung der Haut wird eine intensive physikalische Therapie empfohlen. Die intravenöse Gabe von Natriumthiosulfat kann möglicherweise die Erkrankung günstig beeinflussen. Natriumthiosulfat erhöht durch Bildung von Chelaten möglicherweise die Löslichkeit von Gadolinium, was zu einer besseren Entfernung aus den Geweben führen kann. Außerdem hat Natriumthiosulfat antioxidative Eigenschaften.